# Союз українців самостійників
Союз українців самостійників (СУС) — центральне об'єднання крайових організацій українців у Канаді, пов'язаних з Українською греко-православною церквою Канади (УГПЦ).
До складу СУС входять: Товариство Українців Самостійників, Союз українок Канади, Союз Української Молоді Канади, Союз Українських Народних Домів, Інститут ім. П. Могили в Саскатуні, Інститут св. Івана в Едмонтоні й Інститут св. Володимира в Торонто та Колеґія св. Андрія у Вінніпезі. СУС засновано в кінці грудня 1927 на з'їздах в Едмонтоні й Саскатуні. Головне завдання СУС — координувати працю названих установ і підтримувати діяльність УГПЦ. СУС мала власний друкований орган - газету "Український голос". На її сторінках друкувалися заклики до акцій протесту проти політики СРСР в Україні, наслідком якої стала "голодова катастрофа" (Голодомор-геноцид). Перші публікації з'явилися у лютому 1933 р., масового характеру набрали восени. 13 вересня голова СУС М. Стечишин і секретар В. Барицький підписали звернення до громадянства, "щоб цілий світ нас почув і держави, які хочуть нав'язати взаємини з Совєтським Союзом, здержалися, а держави, які взаємини нав'язали давніше, щоби їх зірвали в ім'я цивілізації і людяності". Зусиллями СУС відбулося масове віче в залі Українського православного собору у Вінніпегу, учасники якого зібрали пожертви для голодних в Україні, а загалом в Канаді були готові до походу два пароплави з хлібом і продовольством, але уряд СРСР відмовився. СУС організував протестні акції у провінції Манітоба та інших регіонах країни, де функціонували українські громади. 
Спочатку майже всі засновники УГПЦ були також засновниками СУС: В. Свистун, брати Стечишини (Мирослав, Юліян, Михайло,), о. В. Кудрик, П. Зварич, Т. Д. Ферлей, Я. Арсенич, отець С. Савчук, П. Войценко, Т. Гуменюк та ін. З молодшої генерації: В. Буряник, П. Лазарович, І. Сирник, М. Мандзюк, В. Сарчук, Д. Янда, А. Павлик, П. Кондра, І. Соломон, К. Теличко, П. Кіт, І. Гнатишин, С. Яремчук, Л. Фарина, А. Мельничук.
Керівні органи СУС: Центр. Екзекутивний Комітет з сімох членів і ширший Центральний Комітет, сформований з голів та секретарів складових організацій і 12 членів.
Пресовий орган — «Український голос».